# Arhö jezik
Arhö jezik (aro; ISO 639-3: aok), jezik wailske podskupine (wailic) južne skupine novokaledonskih jezika, kojim još govori svega 62 ljudi (1996 popiss) u selima Poya, Cradji i Nékliai u Novoj Kaledoniji. 
U trendu je opadanja i izumiranja. Ne smije se brkati s jezikom arhâ [aqr] čiji je srodnik.

## Vanjske poveznice
- Ethnologue (14th)
- Ethnologue (15th)